# フォッサート・ディ・ヴィーコ
フォッサート・ディ・ヴィーコ（伊: Fossato di Vico）は、イタリア共和国ウンブリア州ペルージャ県にある、人口約2,600人の基礎自治体（コムーネ）。

## 地理

### 位置・広がり

#### 隣接コムーネ
隣接するコムーネは以下の通り。括弧内のANはアンコーナ県所属を示す。
- ファブリアーノ (AN)
- グアルド・タディーノ
- グッビオ
- シジッロ

### 気候分類・地震分類
フォッサート・ディ・ヴィーコにおけるイタリアの気候分類 (it) および度日は、zona E, 2382 GGである。
また、イタリアの地震リスク階級 (it) では、zona 2 (sismicità media) に分類される。

## 行政

### 分離集落
フォッサート・ディ・ヴィーコには、以下の分離集落（フラツィオーネ）がある。
- Borgo di Fossato, Colbassano, Osteria del Gatto, Palazzolo, Purello